# Oreodera basipenicillata
Oreodera basipenicillata är en skalbaggsart som beskrevs av Friedrich F. Tippmann 1960. Oreodera basipenicillata ingår i släktet Oreodera och familjen långhorningar. Inga underarter finns listade i Catalogue of Life.